# Lime Rock Park

Mapa de Lime Rock Park.

Lime Rock Park es un autódromo de 2.460 metros de extensión situado en Lime Rock, Connecticut, Estados Unidos. La construcción del circuito comenzó en el año 1955, su inauguración fue en 1957, y pertenece actualmente al empresario Skip Barber.
Lime Rock ha recibido carreras del IMSA SportsCar Championship (2015-presente), la American Le Mans Series (2004-2013; inicialmente "Gran Premio de Nueva Inglaterra", luego "Gran Premio del Noreste"), la Rolex Sports Car Series (1999-2001, 2006-2008, 2010-2013), el Campeonato IMSA GT (1972-1998), la Trans-Am, la Fórmula 5000 Estadounidense (1968-1972), divisiones regionales de la NASCAR y el Sports Car Club of America. También se usa para carreras de automóviles históricos y para clases de pilotaje.
En 2007 y 2008, Lime Rock fue remodelado por completo. Las categorías con automóviles más potentes y adherentes usan tres chicanas nuevas, en tanto que las categorías restantes usan el trazado antiguo sin chicanas. Debido a una disposición de las autoridades, no se puede correr carreras los días domingos.

## Lista de ganadores

### American Le Mans Series
| Año  | Pilotos        | Pilotos         | Equipo    | Automóvil             |
| ---- | -------------- | --------------- | --------- | --------------------- |
| 2004 | Marco Werner   | J. J. Lehto     | Champion  | Audi R8               |
| 2005 | J. J. Lehto    | Marco Werner    | Champion  | Audi R8               |
| 2006 | Allan McNish   | Rinaldo Capello | Champion  | Audi R8               |
| 2007 | Sascha Maassen | Ryan Briscoe    | Penske    | Porsche RS Spyder     |
| 2008 | David Brabham  | Scott Sharp     | Highcroft | Acura ARX-01b         |
| 2009 | Gil de Ferran  | Simon Pagenaud  | de Ferran | Acura ARX-02a         |
| 2010 | Greg Pickett   | Klaus Graf      | Pickett   | Porsche RS Spyder Evo |
| 2011 | Chris Dyson    | Guy Smith       | Dyson     | Lola B09/86           |
| 2012 | Lucas Luhr     | Klaus Graf      | Pickett   | HPD ARX-03a           |
| 2013 | Klaus Graf     | Lucas Luhr      | Pickett   | HPD ARX-03a           |